# Tonio Borg
Tonio Borg (Floriana, 12 mei 1957) is een Maltees politicus en van 2012 tot 2014 Eurocommissaris namens Malta.

## Biografie
Borg vervulde eerder de rol van vicepremier en minister van Buitenlandse Zaken van Malta. Daarvoor was hij parlementslid.
Van 28 november 2012 tot 1 november 2014 was Borg Europees commissaris in de commissie-Barroso II. Hij volgde zijn landgenoot John Dalli op, die ontslag nam in verband met een fraudeonderzoek. Borg was belast met de portefeuille Gezondheid.
Tot 1 juli 2013 was hij tevens verantwoordelijk voor Consumentenbescherming. Hierin werd hij opgevolgd door Neven Mimica.
Op 1 november 2014 werd Borg als Maltees Eurocommissaris opgevolgd door Karmenu Vella. Zijn portefeuille Gezondheid ging over op Vytenis Andriukaitis.
Joaquín Almunia · László Andor · Catherine Ashton · Michel Barnier · José Manuel Barroso · Tonio Borg (vanaf 28 november 2012) · Dacian Cioloş · John Dalli (tot 16 oktober 2012)  · María Damanáki · Jacek Dominik (sinds 16 juli 2014) · Štefan Füle · Karel De Gucht  · Máire Geoghegan-Quinn · Kristalina Georgieva · Johannes Hahn · Connie Hedegaard · Siim Kallas · Jyrki Katainen (sinds 16 juli 2014) · Neelie Kroes · Janusz Lewandowski (tot 1 juli 2014) · Cecilia Malmström · Neven Mimica · Ferdinando Nelli Feroci (sinds 16 juli 2014) · Günther Oettinger · Andris Piebalgs · Janez Potočnik · Viviane Reding (tot 1 juli 2014) · Olli Rehn (tot 1 juli 2014) · Martine Reicherts (sinds 16 juli 2014) · Maroš Šefčovič · Algirdas Šemeta · Antonio Tajani (tot 1 juli 2014) · Androulla Vassiliou